# Hungarian International 1997
Die Hungarian International 1997 fanden vom 30. Oktober bis zum 2. November 1997 in Budapest statt. Auf der IBF-Turnierskala erreichte es die Wertung A. Es war die 22. Auflage dieser internationalen Meisterschaften im Badminton von Ungarn.

## Sieger und Platzierte
| Disziplin    | Gold                                  | Silber                         | Bronze                               |
| ------------ | ------------------------------------- | ------------------------------ | ------------------------------------ |
| Herreneinzel | Chris Bruil                           | Boris Kessov                   | Robert Nock                          |
| Herreneinzel | Chris Bruil                           | Boris Kessov                   | Gerben Bruijstens                    |
| Dameneinzel  | Elena Nozdran                         | Lonneke Janssen                | Carolien Glebbeek                    |
| Dameneinzel  | Elena Nozdran                         | Lonneke Janssen                | Dolores Marco                        |
| Herrendoppel | Mihail Popov Svetoslav Stoyanov       | Dennis Lens Quinten van Dalm   | Valerij Strelcov Konstantin Tatranov |
| Herrendoppel | Mihail Popov Svetoslav Stoyanov       | Dennis Lens Quinten van Dalm   | Harald Koch Jürgen Koch              |
| Damendoppel  | Lotte Jonathans Ginny Severien        | Tracey Hallam Rebecca Pantaney | Csilla Fórián Kathy Zimmerman        |
| Damendoppel  | Lotte Jonathans Ginny Severien        | Tracey Hallam Rebecca Pantaney | Victoria Evtushenko Elena Nozdran    |
| Mixed        | Norbert van Barneveld Lotte Jonathans | Andrej Pohar Maja Pohar        | Valerij Strelcov Victoria Evtushenko |
| Mixed        | Norbert van Barneveld Lotte Jonathans | Andrej Pohar Maja Pohar        | Kasper Ødum Lene Mørk                |

## Finalergebnisse
| Disziplin    | Sieger                                | Finalist                       | Ergebnis                 |
| ------------ | ------------------------------------- | ------------------------------ | ------------------------ |
| Herreneinzel | Chris Bruil                           | Boris Kessov                   | 9–5, 9–7, 5–9, 9–2       |
| Dameneinzel  | Elena Nozdran                         | Lonneke Janssen                | 9–5, 9–2, 9–5            |
| Herrendoppel | Mihail Popov Svetoslav Stoyanov       | Dennis Lens Quinten van Dalm   | 9–6, 9–5, 9–4            |
| Damendoppel  | Lotte Jonathans Ginny Severien        | Tracey Hallam Rebecca Pantaney | 5–9, 4–9, 9–4, 9–7, 11–9 |
| Mixed        | Norbert van Barneveld Lotte Jonathans | Andrej Pohar Maja Pohar        | 5–9, 9–4, 9–3, 9–5       |